# Christian Kern
Christian Kern (Bécs, 1966. január 4. –) osztrák szociáldemokrata politikus, 2010–2016 között az Osztrák Szövetségi Vasutak (ÖBB) vezérigazgatója. 2016–2018 között Ausztria Szociáldemokrata Pártjának (SPÖ) elnöke, 2016. május 17. és 2017. december 18. között Ausztria 13. szövetségi kancellárja.